# Селигман, Джозеф
Джозеф Селигман (1819—1880) — американский банкир
, предприниматель, финансист еврейского происхождения. Отец экономиста Эдвина Селигмена.

## Биография
Родился в городе Байерсдорф в Германии в еврейской семье, эмигрировал в США, когда ему было 18 лет. Вместе с братьями открыл банк J. & W. Seligman & Co., имевший филиалы в Нью-Йорке, Сан-Франциско, Новом Орлеане, Лондоне, Париже и Франкфурте.
После гражданской войны, во время позолоченного века, J. & W. Seligman & Co. активно инвестировали в железнодорожной бизнес, в частности, действовали в качестве брокера в сделках Джея Гоулда. Они страховали ценные бумаги различных компаний. Позже, в 1876 году, Селингманы объединили усилия с семьей Вандербилтов для создания системы коммунальных услуг в Нью-Йорке. В 1877 году Селигман был вовлечен в получивший большую огласку антисемитский инцидент: в силу его еврейского происхождения ему было отказано во въезде в отель Grand Union в городе Саратога-Спрингс.
27 сентября 1880 года город Roller’s Ridge (Herdsville) в шате Миссури был переименован в Селигман, в честь Джозефа Селигмана и в знак признания преимуществ, которые дает железная дорога для общества. В благодарность вдова, Бабетта Селигман пожертвовала один акр земли и 500$ на постройку церкви, которая до сих пор стоит недалеко от центра города Селигман.